# Гуменюк, Сергей Валерьевич
Сергей Валерьевич Гуменюк (род. 30 января 1974, Львов, УССР) — украинский фотохудожник, журналист, общественный деятель.

## Биография
Родился 30 января 1974 года во Львове. В школьные годы увлекся фотографией, окончил «Малый институт кино и фото» при Львовском Дворце пионеров и школьников. Получил медицинское образование во Львовском базовом медицинском коллегиуме, работал анестезиологом-реаниматологом в Городском родильном доме № 1. Окончил Львовский лесотехнический университет по специальности «экономика и управление предприятиями». После переезда в Одессу окончил Академию государственного управления при Президенте Украины, получил степень магистра руководителя проектов и программ.
В 2002 году стал соучредителем общественной организации «Одесская фотографическая ассоциация» и был избран её ответственным секретарем. С декабря 2007 года — председатель правления организации, организатор многих выставок.
Живёт и работает в Одессе.

## Творческая деятельность
В качестве фотожурналиста с 2004 года постоянно сотрудничает с международными фотоагентствами (Reuter, EPA), фотографирует, пишет статьи для газет и журналов. С 2009 года — член Одесской региональной организации Национального союза журналистов Украины.
Фотографии экспонировались на выставках более чем в 70 странах мира, получили награды на престижных конкурсах. Один из создателей книги «Одесская область. Край и люди».
За участие и награды в международных конкурсах художественной фотографии был удостоен почетного звания «Художник международной федерации фотоискусства (AFIAP)».
Постоянно занимается исследовательской деятельностью. Совместно с Одесской национальной научной библиотекой, Государственным архивом Одесской области, Одесским историко-краеведческим музеем исследует развитие фотографии в Одессе и области, историю края, этнос и персоналии.
За значительные личные заслуги в становлении независимости Украины, утверждения её суверенитета и утверждение международного авторитета, весомый вклад в государственное строительство, социальное, экономическое, культурно образовательное развитие, активную общественно политическую деятельность, добросовестное и безупречное служение Украинскому народу, награждён отличием Президента Украины — юбилейной медалью «25 лет независимости Украины», присвоено почётное звание «Заслуженный деятель искусств Украины».